# Пісенний конкурс Євробачення 1996
Пісенний конкурс Євробачення 1996 став 41-м конкурсом пісні Євробачення. Він пройшов 18 травня 1996 року в місті Осло, Норвегія. Через велику кількість країн, що побажали взяти участь у конкурсі, була представлена нова система відбору. Число учасників було обмежено 23, включно з країною-переможницею Норвегією.
Попередній відбір проводився на основі аудіозапису. Кожна заявка, довжиною не більше 3-х хвилин, надсилається на аудіокасеті до Європейського мовного союзу. Збірник з усіх пісень, отриманих до певної дати, був розісланий всім учасникам. Кожна країна, що бере участь, обирає журі з 8 людей, що обирають за тими ж принципам, що й для фіналу конкурсу, й це журі оцінює кожну пісню, вказуючи бали в секретному бланку. Підсумкові бали посилали ЄМС протягом 24 годин після отримання касет факсом або телефоном. Для запобігання упередженості преселекційне журі не може бути частиною журі фіналу. Результати були оголошені наступного дня й водночас проведене жеребкування виступів фіналу.
Власником Гран-Прі стала Ірландія, встановивши тим самим рекорд за кількості перемог (сім). Пісня була «The voice» і виконавцем Еймар Куїнн.

## Результати
| # п/п | Країна               | Виконавець                           | Пісня                            | Очок | Місце |
| ----- | -------------------- | ------------------------------------ | -------------------------------- | ---- | ----- |
| 17    | Ірландія             | Еймар Куїнн                          | The Voice                        | 162  | 1     |
| 12    | Норвегія             | Elisabeth Andreasson                 | I evighet                        | 114  | 2     |
| 23    | Швеція               | One More Time                        | Den vilda                        | 100  | 3     |
| 7     | Хорватія             | Maja Blagdan                         | Sveta ljubav                     | 98   | 4     |
| 11    | Естонія              | Ivo Linna and Maarja-Liis Ilus       | Kaelakee hääl                    | 94   | 5     |
| 4     | Португалія           | Lúcia Moniz                          | O meu coração não tem cor        | 92   | 6     |
| 15    | Нідерланди           | Maxine and Franklin Brown            | De eerste keer                   | 78   | 7     |
| 2     | Велика Британія      | Gina G                               | Ooh Aah… Just a Little Bit       | 77   | 8     |
| 5     | Кіпр                 | Constantinos                         | Mono gia mas                     | 72   | 9     |
| 8     | Австрія              | George Nussbaumer                    | Weil’s dr guat got               | 68   | 10    |
| 6     | Мальта               | Miriam Christine                     | In a Woman’s Heart               | 68   | 10    |
| 1     | Туреччина            | Şebnem Paker                         | Besinçi mevsim                   | 57   | 12    |
| 19    | Ісландія             | Anna Mjöll                           | Sjúbídú                          | 51   | 13    |
| 10    | Греція               | Marianna Efstratiou                  | Emis forame to himona anixiatika | 36   | 14    |
| 20    | Польща               | Kasia Kowalska                       | Chcę znać swój grzech…           | 31   | 15    |
| 9     | Швейцарія            | Cathy Leander                        | Mon cœur l’aime                  | 22   | 16    |
| 16    | Бельгія              | Lisa del Bo                          | Liefde is een kaartspel          | 22   | 16    |
| 22    | Словаччина           | Marcel Palonder                      | Kým nás máš                      | 19   | 18    |
| 13    | Франція              | Dan Ar Braz et l’Héritage des Celtes | Diwanit bugale                   | 18   | 19    |
| 3     | Іспанія              | Antonio Carbonell                    | ¡Ay, qué deseo!                  | 17   | 20    |
| 14    | Словенія             | Regina                               | Dan najlepših sanj               | 16   | 21    |
| 21    | Боснія і Герцеговина | Amila Glamocak                       | Za našu ljubav                   | 13   | 22    |
| 18    | Фінляндія            | Jasmine                              | Niin kaunis on taivas            | 9    | 23    |